# هارون كوك
هارون كوك (بالإنجليزية: Aaron Cook)‏ (6 ديسمبر 1979 في المملكة المتحدة - ) هو لاعب كرة قدم بريطاني في مركز الظهير. لعب مع كريستال بالاس ونادي بورتسموث ونيوبورت كونتي وهافانت أند ووترلوفيل ونادي سالزبري سيتي وEastleigh F.C. ‏ وBashley F.C. ‏ وBemerton Heath Harlequins F.C. ‏ وGosport Borough F.C. ‏ وMoneyfields F.C. ‏.

## وصلات خارجية
- هارون كوك على موقع قاعدة بيانات كرة القدم.إي يو (الإنجليزية)
- هارون كوك على موقع Soccerbase.com (لاعب) (الإنجليزية)